# Lijst van steden in Kroatië

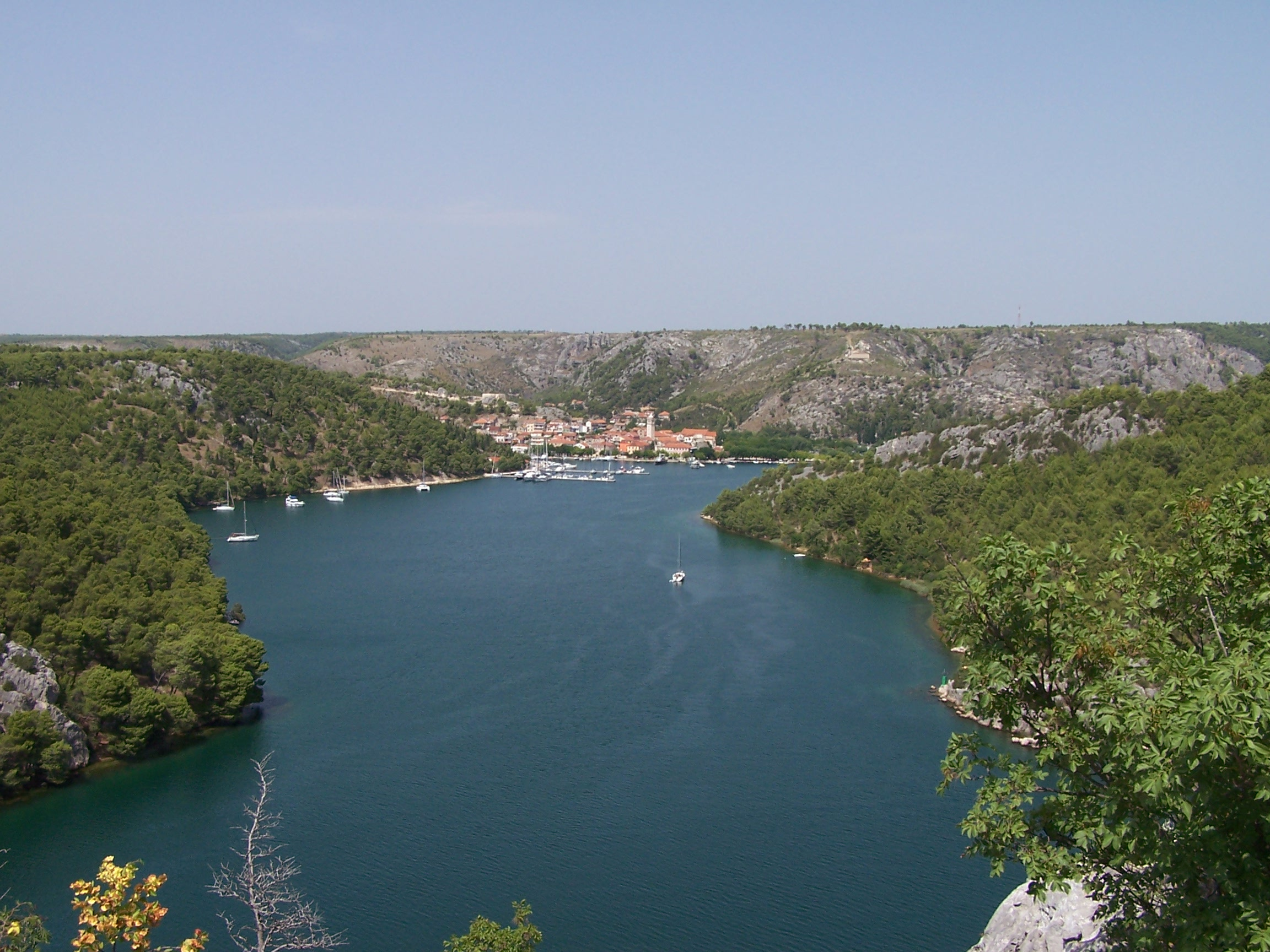
De rivier Krka met het plaatsje Skradin

Een bewoonde plaats in de Republiek Kroatië, heeft de status als stad (Kroatisch: grad) wanneer:
- de plaats een provinciehoofdstad van een županija (provincie/graafschap) is.
- de plaats bewoond wordt door minimaal 10.000 mensen, of
- de plaats als een uitzondering geldt (voor culturele/praktische/historische reden(en))

Sinds 2006 zijn er in totaal 127 officiële steden in Kroatië (tevens gemeente), daarnaast zijn er 429 gemeenten:
- Bakar
- Beli Manastir
- Belišće
- Benkovac
- Bjelovar
- Biograd na Moru
- Buje
- Buzet
- Cres
- Crikvenica
- Čabar
- Čakovec
- Čazma
- Daruvar
- Delnice
- Donja Stubica
- Donji Miholjac
- Drniš
- Dubrovnik
- Duga Resa
- Dugo Selo
- Đakovo
- Đurđevac
- Garešnica
- Glina
- Gospić
- Grubišno Polje
- Hrvatska Kostajnica
- Hvar
- Ilok
- Imotski
- Ivanec
- Ivanić Grad
- Jastrebarsko
- Karlovac
- Kastav
- Kaštela
- Klanjec
- Knin
- Komiža
- Koprivnica
- Korčula
- Kraljevica
- Krapina
- Križevci
- Krk
- Kutina
- Kutjevo
- Labin
- Lepoglava
- Lipik
- Ludbreg
- Makarska
- Mali Lošinj
- Metković
- Mursko Središće
- Našice
- Nin
- Nova Gradiška
- Novalja
- Novi Marof
- Novi Vinodolski
- Novigrad
- Novska
- Obrovac
- Ogulin
- Omiš
- Opatija
- Opuzen
- Orahovica
- Oroslavje
- Osijek
- Otočac
- Otok
- Ozalj
- Pag
- Pakrac
- Pazin
- Petrinja
- Pleternica
- Ploče
- Poreč
- Požega
- Pregrada
- Prelog
- Pula
- Rab
- Rijeka
- Rovinj
- Samobor
- Senj
- Sinj
- Sisak
- Skradin
- Slatina
- Slavonski Brod
- Slunj
- Solin
- Split
- Stari Grad
- Supetar
- Sveta Nedelja
- Sveti Ivan Zelina
- Šibenik
- Trilj
- Trogir
- Umag
- Valpovo
- Varaždin
- Varaždinske Toplice
- Velika Gorica
- Vinkovci
- Virovitica
- Vis
- Vodice
- Vodnjan
- Vrbovec
- Vrbovsko
- Vrgorac
- Vrlika
- Vukovar
- Zabok
- Zadar
- Zagreb
- Zaprešić
- Zlatar
- Županja